# .gp
.gp és el domini de primer nivell territorial (ccTLD) de Guadalupe i encara s'utilitza per a Saint-Barthélemy (Antilles)  i Saint-Martin, dues parts antigues de Guadalupe. Els dominis .gp es poden registrar al nic.gp. El preu és diferent per a la gent de Guadalupe (30 € anuals) i per als altres usuaris d'Internet (60 € el primer any). El registre es pot fer directament al segon nivell, o al tercer per sota dels dominis .com.gp, .net.gp, .mobi.gp, .edu.gp, .asso.gp, o .org.gp. També es poden registrar números de dos dígits.